# جون كوسغي
جون كوسغي (بالإنجليزية: John Kosgei) هو منافس ألعاب قوى كيني، ولد في 15 يوليو 1973.

## وصلات خارجية
- جون كوسغي على موقع الاتحاد الدولي لألعاب القوى (الإنجليزية)
- جون كوسغي على موقع اتحاد ألعاب الكومنولث (مؤرشف) (الإنجليزية)